# Kommelkwartier
Kommelkwartier (en maastrichtois « Kommelkerteer ») est un quartier dans le centre de la ville de Maastricht.

## Toponymie
Le quartier doit son nom à la place Kommel situé là où se rencontrent Brusselsestraat, Grote Gracht et Calvariestraat. Il y a un certain nombre de théories concernant l'origine du mot 
« kommel » qui viendrait de « commert ». Il viendrait du latin « cumulus », signifiant « amas », et par extension « colline ».

## Géographie
Le Kommelkwartier est le plus petit arrondissement de la ville de Maastricht. Il est situé dans la partie ouest du centre-ville. Le quartier est délimité par la Statenkwartier au nord, le Binnenstad à l'est, la Jekerkwartier dans le sud et le Mariaberg à l'ouest, avec le Hertogsingel, comme limite occidentale.

## Histoire
Le Kommelkwartier s'est développé sur une étroite surface à l'ouest du monastère Saint-Servais en dehors de la première enceinte médiévale de la ville. À la seconde moitié du XIVe siècle, la plupart des zones situées à proximité de la ville ont été incluses à l'intérieur de la seconde enceinte médiévale. Ce second mur d'enceinte se trouvait à peu près à l'endroit du Jerkerstraat (et s'étendait dans l'actuel Aldenhofpark). La première et la seconde partie du mur d'enceinte sont conservées.
De nombreux monastères se trouvent dans le quartier. De grandes parties du quartier se sont développées au XVIIIe siècle comme le montre la maquette de Maastricht.

## Patrimoine
Le quartier dispose d'un grand nombre de monuments, en particulier les monastères. Le seul monastère qui est encore utilisé en tant que tel est le couvent des Sœurs sous les voûtes (Zusters onder de Bogen, appelée Sœurs de la Charité de Saint-Charles-Borromée). La partie la plus ancienne est un vestige de la prévôté de Saint-Servais du XIIe siècle soutenu par d'importantes voûtes romanes. L'auberge des dames (Damespension) au monastère de Saint-Servais est une extension de l'architecte Alphons Boosten datant de 1936. Sur place se trouvent également une église du monastère néo-gothique de John Kayser. Dans le jardin du complexe se trouvent les vestiges de la muraille de la ville médiévale.
Sur la place Kommel se trouve l'église gothique Sainte-Croix, un ancien monastère du XVe siècle qui est aujourd'hui l'hôtel 5 étoiles Kruisherenhotel. Une œuvre d'art de Arthur Spronken s'y trouve.
Un autre monastère historique est le second monastère franciscain sur le Minderbroedersberg. L'église du XVIIIe siècle et le monastère avait plusieurs fonctions sous l'époque française (dont celle de tribunaux et de prisons). Actuellement, le bâtiment abrite le siège de l'Université de Maastricht.
À proximité se trouve la clinique de Klevarie, anciennement appelée Hôpital Calvaire. Sur le terrain de la clinique, un certain nombre de bâtiments historiques sont présents, donc un couvent datant de 1710. Près de l’Aldenhof se trouvent des vestiges de la muraille  de la ville médiévale datant du milieu du XIIe siècle. L'architecte Fred Humblé proposa un plan de réaménagement de Klevarie. En outre, le grand bâtiment des années 1970 devrait disparaitre et être remplacé par une petite clinique et de nouveaux logements.
Les rues à l'ouest du deuxième mur de la ville médiévale (Jekerstraat, Sint Nicolaasstraat, Sint Servaasbolwerk et Hertogsingel) furent construites après le démantèlement de la forteresse de 1867. Le long de l’Hertogsingel se trouvent des maisons dont certaines sont d'Alphons Boosten.
Dans le Kommelkwartier se trouvent quelques exemples remarquables de l'architecture moderne. L'expansion minimaliste de l’Académie des Beaux-Arts de Maastricht de Wiel Arets est considérée comme un point culminant dans l'œuvre de cet architecte. L'académie fait partie de la nouvelle Herdenkingsplein (Place du Souvenir) dont le côté ouest est conçu par Erick van Egeraat. Sur le côté ouest de Brusselsestraat se trouve un immeuble de bureaux moderne de Jo Janssen et Wim van den Bergh.

## Caractéristiques
Bien que le Kommelkwartier fasse partie du centre de Maastricht, le quartier dispose de relativement peu de magasins et de restaurants. La plupart des installations sont situées sur les bords du quartier, sur Brusselsestraat et Tongersestraat.
Le Kommelkwartier abrite des bâtiments d'enseignement supérieur. Outre le siège de l'Université de Maastricht, d'autres académies se trouvent dans le quartier. Sur Brusselsestraat se trouve l'Académie d'architecture, et sur Herdenkingsplein l'Académie des Beaux-Arts.
De même, dans le quartier se trouvent des équipements pour les personnes âgées et les malades : la clinique des soins infirmiers de Klevarie, les maisons de retraite Aldenhof et Lenculenhof ainsi que celle des Sœurs sous les voûtes. Sur Brusselsestraat se trouve une maison de sommeil de l'Armée du Salut.

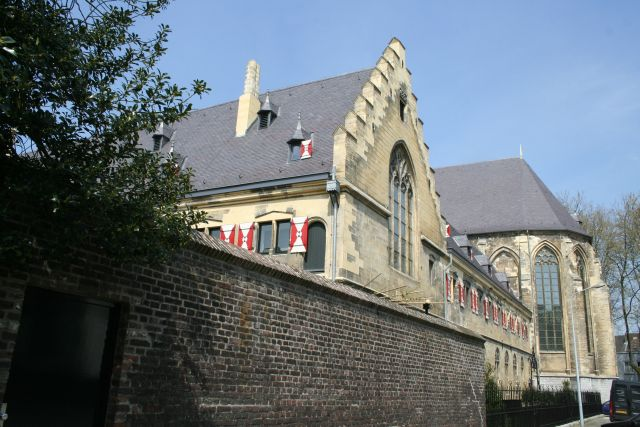
Le complexe crosier du Kommel.
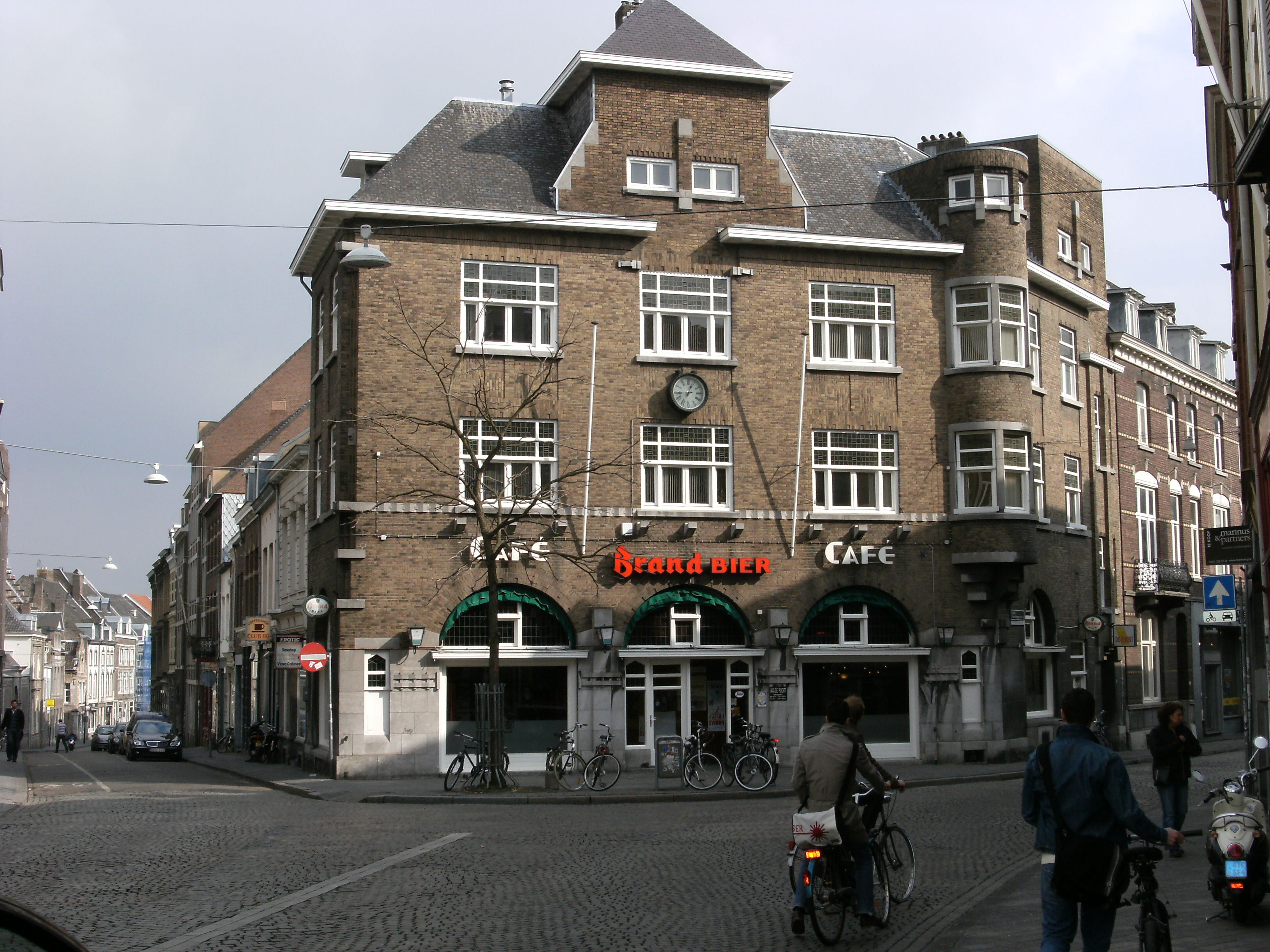
Café de Poort à la jonction de Grote Gracht et de l’Oude Tweebergenpoort.
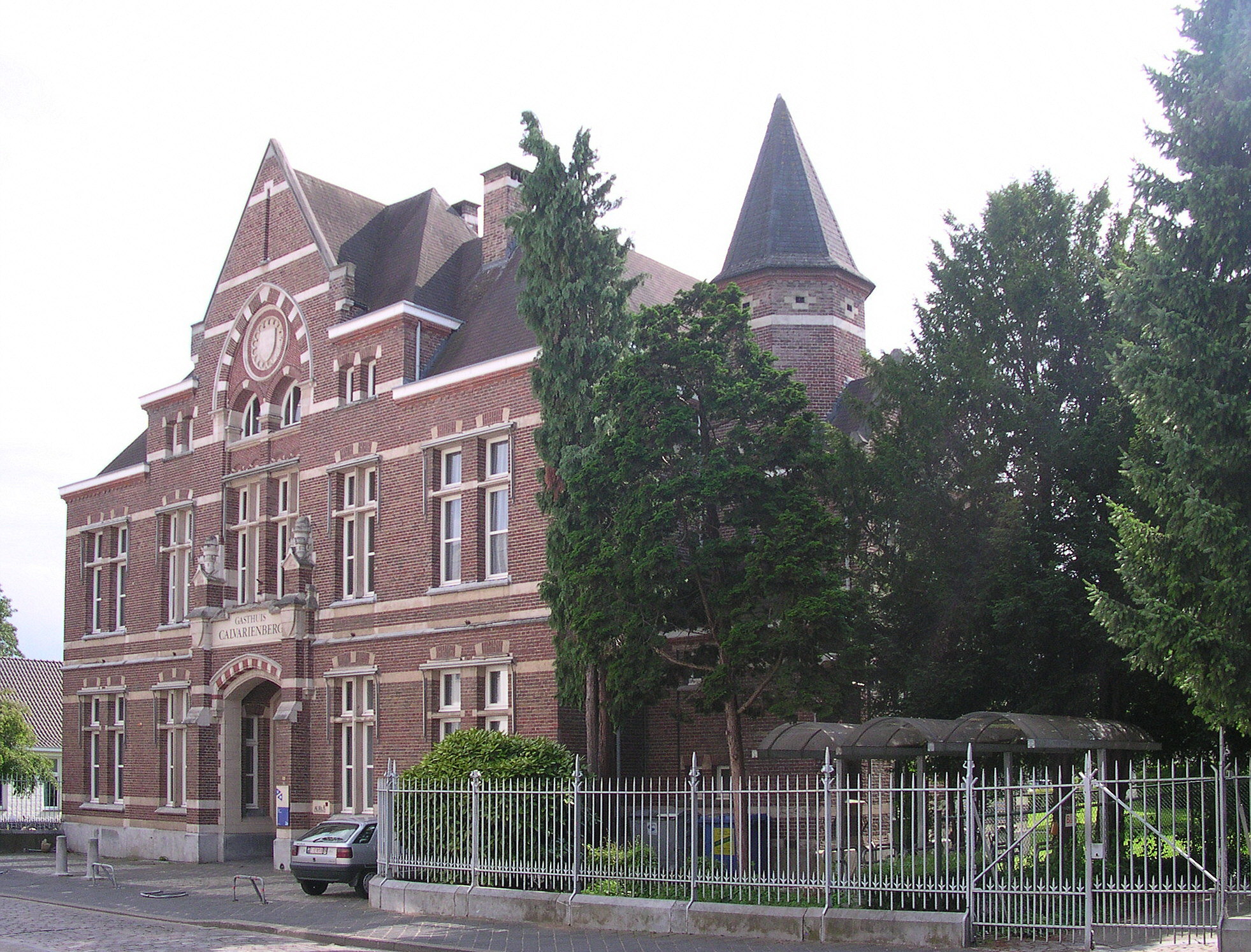
Gasthuis Calvariënberg.
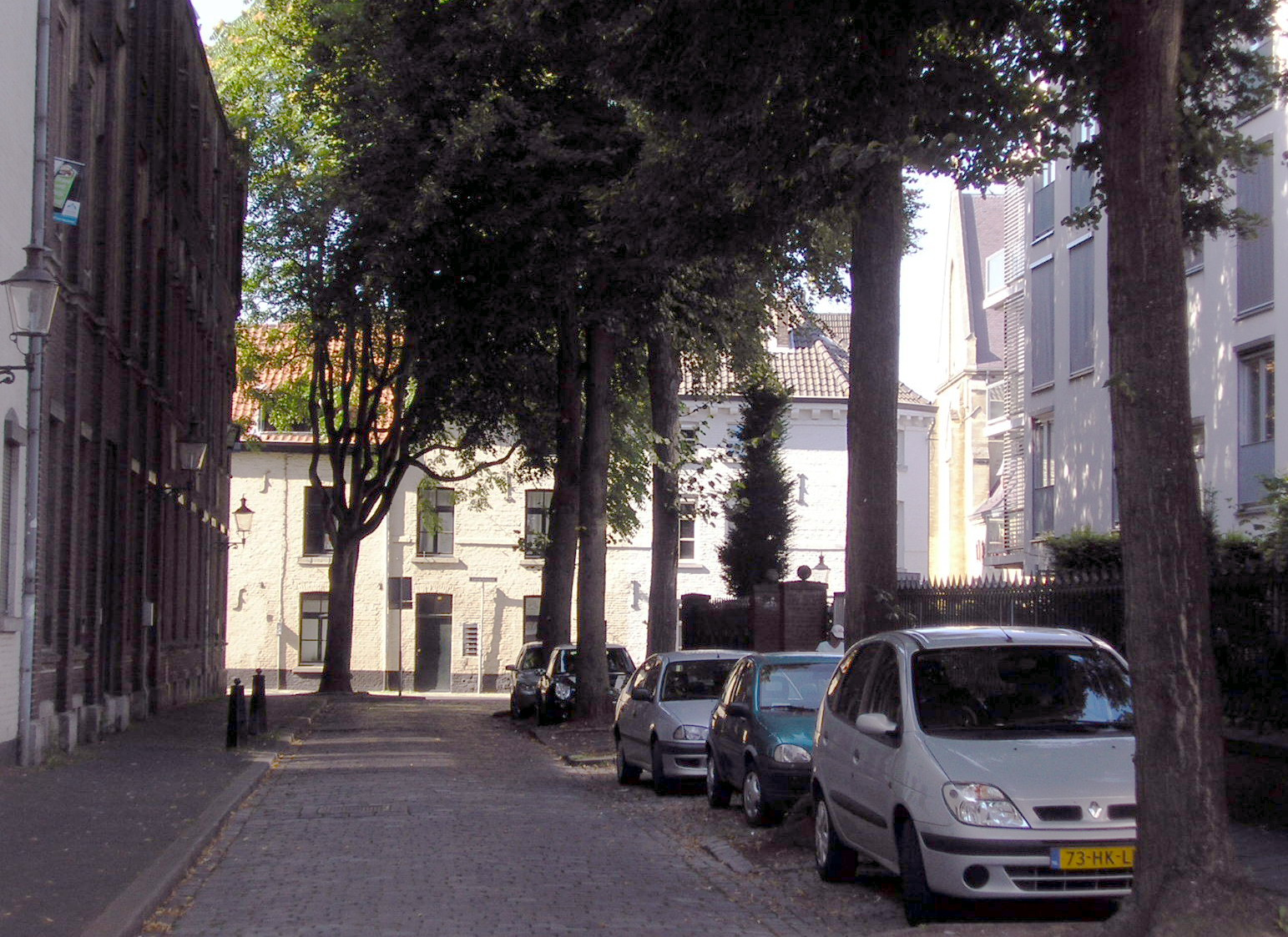
Abtstraat.
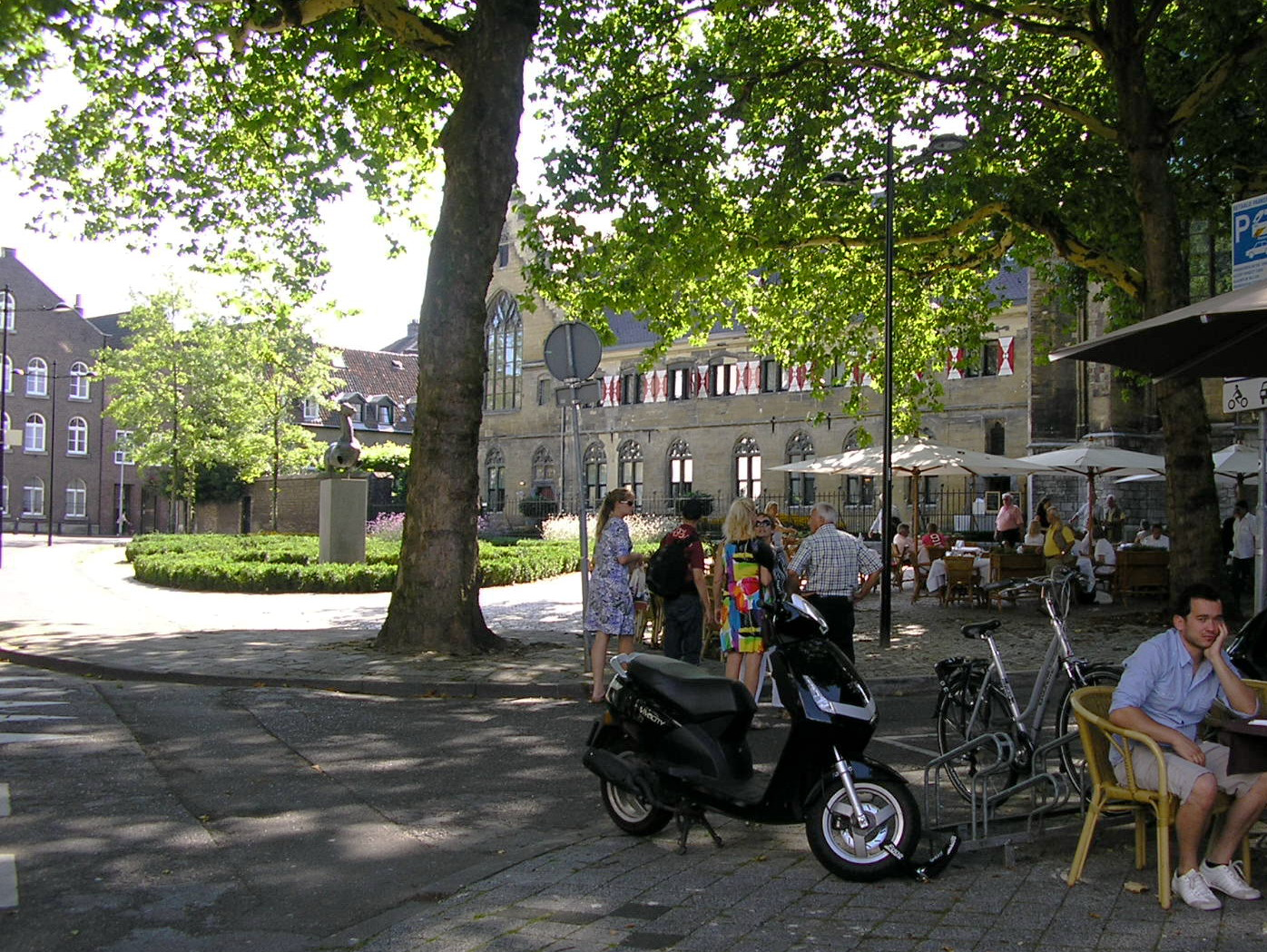
Kommelplein.
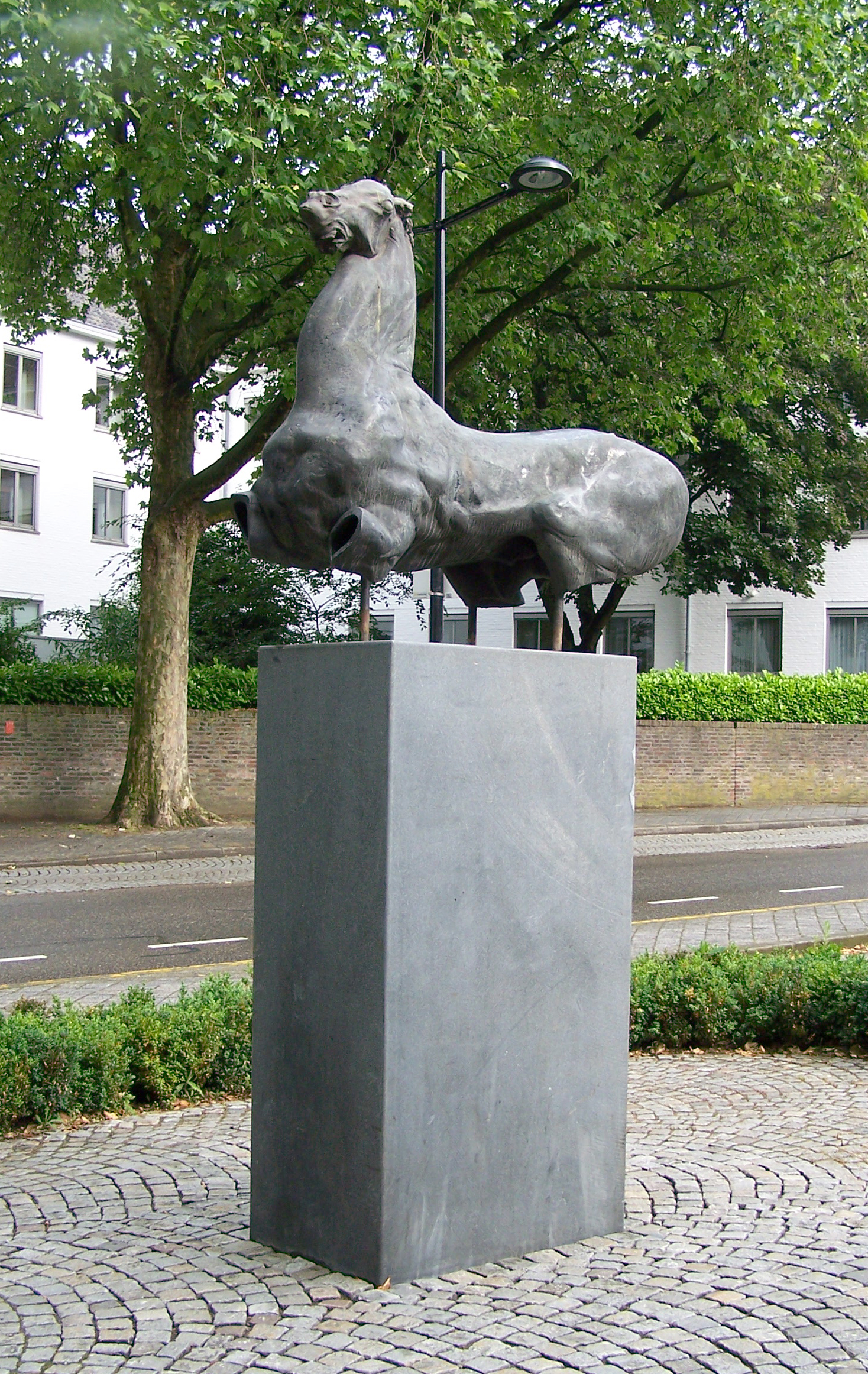
Sculpture sur Kommelplein.
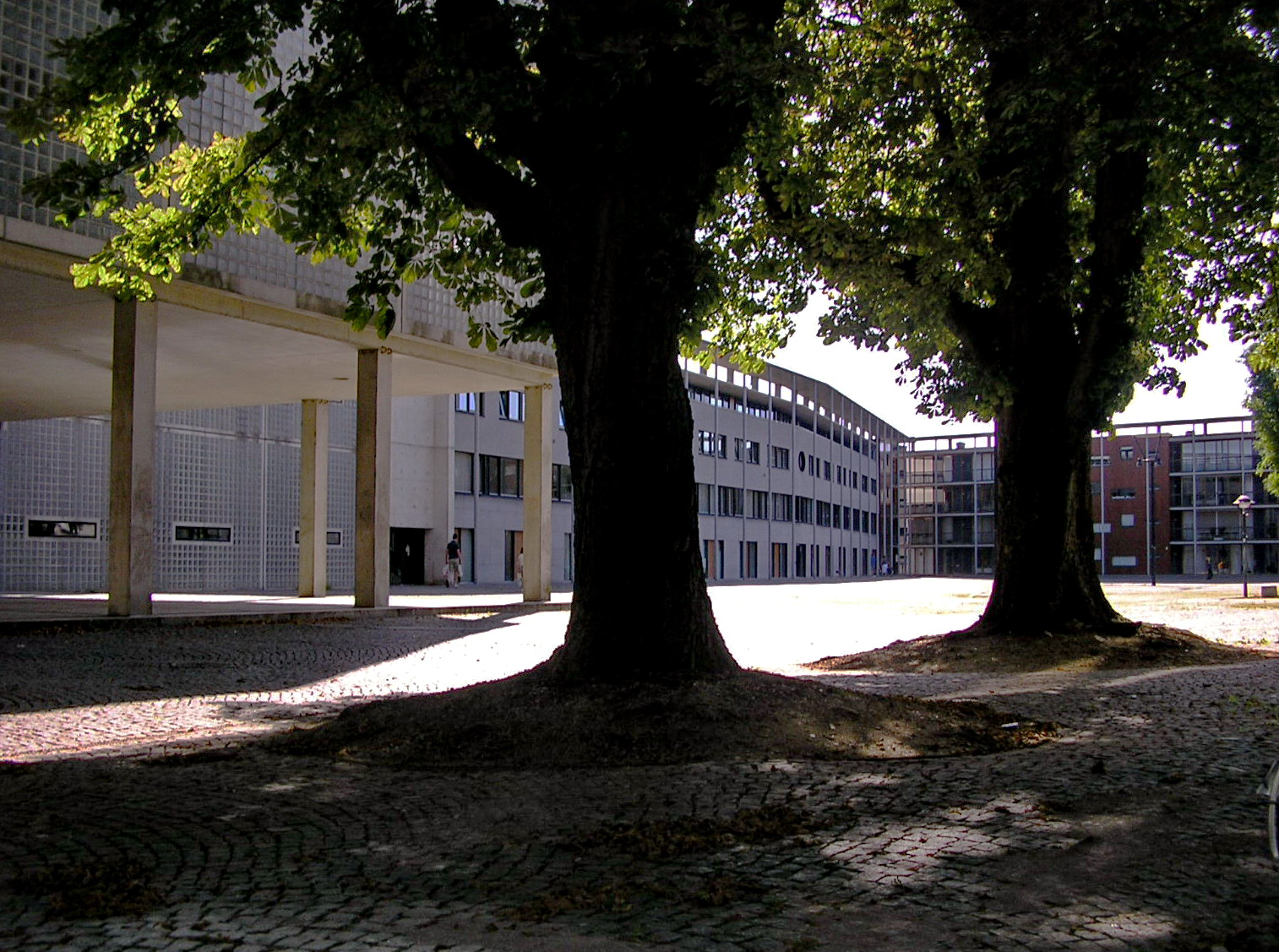
Herdenkingsplein et l'académie d'art (gauche).
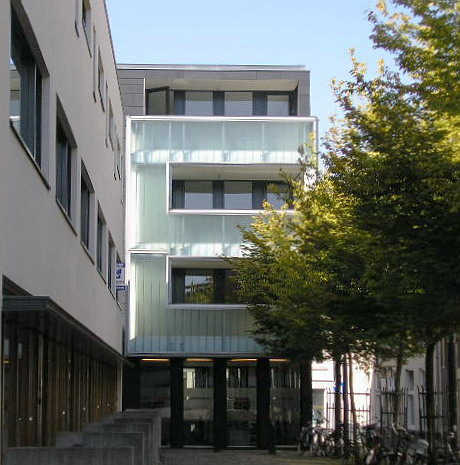
L'immeuble de bureau d’Herdenkingsplein.

## Sources
- (nl) Cet article est partiellement ou en totalité issu de l’article de Wikipédia en néerlandais intitulé « Kommelkwartier » (voir la liste des auteurs).

## Compléments